# رنگا
رنگا (به ژاپنی: 連歌 Renga)،  شعری است که چند شاعر یا همکاری یکدیگر می‌سرایند. سرایندگان به ترتیب بندهایی ۱۷ هجائی (۵و۷و۵) و ۱۴ هجائی (۷و۷) اضافه می‌کنند تا کل شعر که ۱۰۰ بند است کامل شود. «رنگا» به لحاظ آکادمیک شعر معتبری بود. در این شیوهٔ سنتی از سرایندگان خواسته می‌شد ادبیات خود را براساس معیارهای زیبایی‌شناختی آن روزگار و تعاریف کلاسیک ارائه دهند.